# Exechiopsis angulosa
Exechiopsis angulosa är en tvåvingeart som beskrevs av Ostroverkhova 1979. Exechiopsis angulosa ingår i släktet Exechiopsis och familjen svampmyggor. Inga underarter finns listade i Catalogue of Life.